# 松坂和夫
松坂 和夫（まつざか かずお、1927年（昭和2年）2月15日 - 2012年（平成24年）1月4日）は、日本の数学者、数学教師。一橋大学名誉教授。

## 略歴
兵庫県神戸市生まれ。府立一中4修、武蔵高等学校 (旧制)などを経て、1950年（昭和25年）、東京大学理学部数学科を卒業。1950年東京大学教養学部助手、1953年武蔵大学助教授、1951年津田塾大学助教授。関恒義の尽力などで1970年一橋大学法学部教授、1973年一橋大学経済学部教授併任。1990年東洋英和女学院大学教授就任、一橋大学名誉教授の称号を受ける。数学の入門書を数多く執筆している。東京書籍発行の高校数学教科書の執筆に参加していたこともある。指導学生に国立情報学研究所教授新井紀子、OpenID財団理事長崎村夏彦など。

## 著書
- 『解析入門』1-6
- 『線型代数入門』
- 『代数系入門』
- 『集合・位相入門』[2]
- 『数学読本』1-6[3]
- 『代数への出発』[4]
- 『数学序説 集合と代数』[5]

## 訳書
- サージ・ラング著『解析入門 原書第3版』（片山孝次と共訳）
- サージ・ラング著『続 解析入門 原書第2版』（片山孝次と共訳）
- サージ・ラング著『さあ数学しよう！』（大橋義房と共訳）